# Put Your Love in Me: Love Songs for the Apocalypse
Put Your Love in Me: Love Songs for the Apocalypse è la prima raccolta pubblicata dalla band punk rock Plasmatics.
Uscito nel 2002, il disco contiene le migliori canzoni della band e della carriera solista della loro cantante, Wendy O. Williams.

## Tracce
1. Fuck that Booty
2. Put Your Love in Me
3. Fast Food Service
4. Bump and Grind
5. Sex Junkie (live)
6. Black Leather Monster
7. Jailbait (Motörhead Cover)
8. Party
9. I Love Sex (And Rock and Roll)
10. Dream Lover
11. The Humpty Song

## Formazione
- Wendy O. Williams - voce
- Wes Beech - chitarra
- Michael Ray - chitarra
- Reginald Van Helsing - basso
- T. C. Tolliver - batteria
- Chris Romanelli - basso, tastiere
- Ray Callahan - batteria
- Richie Stotts - chitarra
- Chosei Funahara - basso
- Jean Beauvoir - basso, tastiere
- Greg Smith - basso
- Stu Deutsch - batteria
- Neal Smith - batteria
- Tony Petri - batteria
- Joey Reese - batteria